# Kilián laktanya
Az egykori Kilián laktanya (korábban 1892-től Mária Terézia laktanya, 1950-es évektől Kilián György laktanya) épülete Budapesten a Ferenc körút és az Üllői út kereszteződésében áll, szemben a Corvin közzel, az 1956-os forradalom idején a később kivégzett Maléter Pál székhelye.
A Kilián laktanyában alakult meg 1956. október 31-én a forradalom Nemzetőrsége, amelynek vezetője Király Béla volt.
A laktanya az 1956-os forradalom egyik legerősebb ellenállóközpontja volt, amely a szomszédos Corvin közzel "párban" harcolt – sőt a forradalom első napjainak sajtókrónikáiban akkora hírnévre tett szert, hogy sokan az épületet tekintették az ellenállás szimbolikus központjának.
Ez – valamint a Kilián viselkedése a forradalom első napjaiban – kiváltotta a Corvin közben harcolók bizalmatlanságát és féltékenységét: Pongrátz Gergely parancsnok, aki Maléterrel egyébként is rossz viszonyban volt, szóvá is tette, hogy a sajtó méltánytalanul mellőzi a Corvin közt a Kilián laktanya javára.
A Corvin köz és a szomszédos laktanya a város fontos stratégiai pontján helyezkedtek el, az Üllői úton észak felé hatoló szovjet erők útvonalán a belváros kapujában.

## Előtörténete
A Kiliánt korábban (1892-től) Mária Terézia laktanyának nevezték. Az épület eleve laktanyának épült 1843–1845 között, Hild József 1835-ben készült tervei alapján. A hatalmas, harmincezer négyzetméteres épületet 1845-ben adták át.
Aggházy Kamil ezredes (1882–1954) itt kezdte el gyűjteni a későbbi Hadtörténeti Intézet és Múzeum hadirelikviáit, mielőtt azok a budai Nádor laktanyába kerültek (ahol 1937-ben nyílt meg a kiállítás).
A Mária Terézia laktanya története (1892-1950)
A Harminckettesek laktanyája
Mária Terézia királynő által 1741-ben alapított híres 32. Honvéd Gyalogezred (1769-ben kapta a 32-es hadrendi számot) toborzási és kiegészítőhelyét 1781-ben Pestre és a szomszédos vármegyékbe helyezték át, ekkor lettek a Harminckettesek Pest, az 1873 -as városegyesítéstől pedig Budapest főváros „házi ezrede”. A laktanya építését az indokolta, hogy a Pesten állomásozó katonák elszállásolása a város feladata volt. Ezt addig magánházaknál oldották meg, ami azonban igen költséges volt, célszerűnek tűnt inkább egy laktanya építésébe fogni. Mint a kor annyi más nagy építkezésénél, ez esetben is Pest nagy építője, Hild József készítette a terveket. A ritka beépítettségnek köszönhetően a környéken volt elég gyakorlótér, a közeli Duna-parton pedig lóúsztató.
Az épület elkészülte után hamarosan ismét történelmi idők következtek: Budavár 1849-es ostroma idején hadiispotályként szolgált az épület. Az épületet eleinte egyszerűen Üllői úti kaszárnyának hívták, 1892-ben kapta meg Mária Terézia nevét. Fontos része a ház történetének, hogy Aggházy Kamil ezredes itt kezdte el gyűjteni azokat a hadirelikviákat, melyek a későbbi Hadtörténeti Múzeum gyűjteményének alapját képezték.
Az első világháború lezárásához köthető események (forradalmi zűrzavar) során a harcokban megsérült épületet a húszas években helyreállították, 1929-ig működött itt az említett Magyar Királyi Hadimúzeum, majd 1931-től itt kapott helyet a Horthy Miklós Kollégium, 1934-től pedig a Magyar Királyi Budapesti Helyőrség altiszti kaszinója.
A második világégés sem kímélte az épületet, a háború végén elszenvedett sérüléseket az ötvenes évek elejére hozták helyre. Ekkor, a Rákosi-rendszerben kapta meg az épület a közismert Kilián laktanya nevet is. Kilián György kommunista aktivista volt, aki 1943-ban a németek ellen harcolva Lengyelország területén esett el mint partizán. Paradox módon az ő nevén emlegetjük mai napig az épületet. A laktanya a háború után fokozatosan vesztett jelentőségéből, műhelyek, majd lakások kialakítása kezdődött benne.
A Hadtörténeti Múzeum bölcsője
Fontos része a ház történetének, hogy Aggházy Kamil ezredes itt kezdte el gyűjteni azokat a hadirelikviákat, melyek a későbbi Hadtörténeti Múzeum gyűjteményének alapját képezték.

## Az első napokban
A forradalom kitörésekor többségében munkaszolgálatos katonák, a Maléter Pál parancsnoksága alatt álló Katonai Műszaki Kisegítő Alakulatok katonái állomásoztak itt, akik eleve csak az épülettömb egy részét tartották ellenőrzés alatt (volt itt például munkásszállás is). Csiba Lajos, aki századosként ekkor a Kilián parancsnoka volt, a következőképpen emlékezett Naplójában, amely 1989-ben jelent meg a chicagói Szivárvány című újságban:
"(Október 23-án) este fél 10-kor telefonált először Vörös főhadnagy kapuügyeletes a lakásomra, hogy az utcán zajongó tömeg be akar törni a laktanyába. Röviddel ezután Raffay főhadnagy telefonált, hogy már az utcán lövöldöznek is. A gépkocsit nem tudják utánam küldeni. Felhívtam Malétert a lakásán, aki közvetlen parancsnokom volt, és ezeket jelentettem Neki. Ő elküldte értem az Úri utcai riadó gépkocsit, mellyel Horváth alezredes (a helyettese) is jött és bementünk a laktanyába a munkásszálló felőli bejáraton. Akkor az udvarban már bent volt a különböző fegyverekkel hadonászó tömeg."
A laktanyában, ahogy a volt parancsnok elbeszéli, alig volt fegyver, csak az őrségnek volt 10 géppisztolya és 30 pisztoly. "(Október 24-én) délután az utcán a felkelőktől szedtük el ami volt."
Csiba így folytatja: "Este és éjjel tűzharcba keveredtünk a felkelőkkel. A főkapunál Szabó százados, Kolmann főhadnagy és egy katona megsebesült, kórházba szállítjuk."
"(Október 25-én) 10 óra felé megérkezett maga Maléter 5 harckocsival. Ő beállt 1 harckocsival a főkapuba. A többi a laktanya körül helyezkedett el. A kapuban álló harckocsi tüzelt a szemben levő házakra, ahonnan a felkelők lőttek."
Mindezek után a civil felkelők jó okkal kezdtek el kételkedni abban, hogy a laktanya magyar helyőrsége a forradalom oldalára áll-e. (Ekkor még az is kétséges volt, hogy a Nagy Imre vezette új kormány miként fog viszonyulni a felkeléshez, hiszen a politikai vezetés és a katonai vezetők folyamatosan a civil egységek lefegyverzését sürgették, illetve követelték.)

## A Kilián a felkelésben
Pongrátz visszaemlékezése szerint a Kilián laktanya igazi harci szerepe akkor kezdődött, amikor 1956. október 24-én egy diplomáciai rendszámú Pobjeda gépkocsiból gépfegyversorozatot adtak le a csomópontnál összeverődött fegyvertelen tömegre, majd ugyanitt egy idős ember felgyújtott egy páncélautót. A környéken állók eloltották a tüzet, hogy hozzájussanak az autó géppuskájához, amelyet felvittek a Kilián laktanya második emeletére. (A Kilián sarkát Pongrátz szerint a géppuska miatt lőtték szét aztán az oroszok.)
„Az ostrom után nem nézett így ki a város. Hol fogunk most lakni? Hogy lesz újból lakásom, bútorom? – hallom mindenfelől” – írta október 31-én a környékről a Népszava. „A Kilián laktanya romhalmaz. Falán ép hely nincs. A Körút felé tekintő sarka padlástól a pincéig lerombolva. Üveg nélküli ablakok, bútor nélküli szobák sivár képe látható. Látszik, hogy alig pár órával korábban még dörögtek a fegyverek.”

### A segélyhely
A segélyhelyet a laktanya pincéjében rendezték be. A súlyos sérülteket a hátsó bejáraton keresztül szállították kórházba, a könnyebbeket – mint például a Molotov-koktéloktól kisebb égési sebeket szenvedett pesti srácokat – helyben látták el. Az étkezdehelyiségben a könnyebb műtéteket hajtották végre.

## A forradalom után
A forradalmat követően az épület körút felé eső részén árkádokat létesítettek és az épületből lassan kiszorultak a katonák.
Jelentős részét ma a Fővárosi Ingatlankezelő Műszaki Vállalkozói Zrt. (FIMŰV) kezeli, cégek, üzletek működnek itt, illetve itt volt a Ruttkai Éva Színház is. Az épület nyolc évtizede műemlék, felújítására nem sok pénz jut.

## Érdekesség
- Makai Zsuzsa szerint „a Kilián-laktanya kasszírnője” csábította el József Áront, József Attila édesapját, aki ezután családját elhagyva kivándorolt (nem Amerikába, ahogy a család sokáig tudta, hanem Romániába).[7]
- A földszinten és az alagsorban az ezredforduló környékén szórakozóhelyek üzemeltek (például: Kashmir, Alibi és K2).